# 콩알탄
《콩알탄》은 유튜브에서 방송하였던 웹예능이다.

## 개요
<콩알탄>은 킹콩 by 스타쉽의 2024년 새 프로젝트로, '리얼'과 '페이크'를 오가는 다섯 청춘의 웃픈 성장기를 그리는 예능 콘텐트이다. 다양한 에피소드를 통해 5인 5색의 매력을 밀도 있게 담아내는 동시에 이들이 모여 빚어내는 케미스트리로 색다른 재미를 안길 예정이다.

## 방영목록

### 시즌 1
| 공개일   | 회차       | 제목                                                                                         | 게스트                         | 비고 |
| -------- | ---------- | -------------------------------------------------------------------------------------------- | ------------------------------ | ---- |
| 4월 6일  | EP.0       | 큐티, 섹시, 청량, 카리스마✨...뭘 좋아하실지 몰라 다 준비했습니다💎🎁 콩알탄 포스터 촬영현장 |                                |      |
| 5월 3일  | EP.1       | 우리가 모인 이유 오늘부터 킹콩🦍파이브?!🫢                                                   |                                |      |
| 5월 4일  | 관찰카메라 | 🚨설렘주의🚨 미모만큼 빛나는 콩알탄의 매너 엿보기👀✨                                        |                                |      |
| 5월 10일 | EP.2       | 콩알탄 리더가 되려는 자, 그 무게를 견뎌라 동욱선배의 뒤를 이을 리더킹은?🤔                   | 이동욱                         |      |
| 5월 11일 | 관찰카메라 | 지각 NO🙅 출석도장 1등의 주인공은?                                                           |                                |      |
| 5월 17일 | EP.3       | 콩알탄의 하루 오감만족 다섯남자 일상 엿보기                                                  |                                |      |
| 5월 18일 | 관찰카메라 | 모델 포스 뿜뿜! 콩알탄의 사복 센스 1등을 알아보자✨                                          |                                |      |
| 5월 24일 | EP.4       | 콩알탄의 하루 킹스러운 콩알탄 생활                                                           |                                |      |
| 6월 1일  | EP.5       | 우리는 ‘밴드 콩알탄’ 입니다 배우 밴드 (유) 경험자 (연석) 선배와 포지션 정하기                | 조세호                         |      |
| 6월 1일  | 관찰카메라 | 콩알탄이 겁나 험한 것(?)을 만났을 때😱                                                       |                                |      |
| 6월 7일  | EP.6       | 두근두근! (킹)콩닥 우정캠핑촌 첫 만남은 너무 어려워                                          |                                |      |
| 6월 14일 | EP.7       | 두근두근! (킹)콩닥 우정캠핑촌 깊어지는 감정, 최종 우정메이트는?                              |                                |      |
| 6월 21일 | EP.8       | 그룹 생활은 처음이라 경★축 아이브 오신 날                                                    | IVE                            |      |
| 6월 28일 | EP.9       | 밴드 콩알탄 중간점검 정세운 선생님의 밴드 강의                                               | 정세운                         |      |
| 7월 5일  | EP.10      | 본격 배우 재능낭비 지금부터 게임을 시작합니다                                                |                                |      |
| 7월 12일 | EP.11      | 또 다른 나, 친구 콩알탄의 친구를 소개합니다                                                  | 정수교 땡깡 강희 권순일 이광수 |      |
| 7월 19일 | EP.12      | 콩알탄 in 에버랜드 직접 발로 뛰는 구독자 모으기👣                                            |                                |      |

### 시즌 2
| 공개일    | 회차      | 제목                                                             | 게스트 | 비고 |
| --------- | --------- | ---------------------------------------------------------------- | ------ | ---- |
| 10월 18일 | EP.0      | ★콩알탄 시즌2★ 저희가 돌아왔습니다                               |        |      |
| 10월 25일 | EP.1      | 위기의 콩알탄 콩깍지, 콩알탄 볼 준비하셔야 돼요~                 |        |      |
| 11월 1일  | EP.2      | 콩알탄 Killing Voice 마이크 췍! 메인보컬 췍!                     |        |      |
| 11월 8일  | EP.3      | 청춘은 바로 지금일까? ‘프로’ 작곡가 손청춘의 ‘필’ 충만 신곡 공개 |        |      |
| 11월 15일 | EP.4      | 노력은 우리를 배신하지 않는다 끝나지 않는 열정 합주              | 배준일 |      |
| 11월 22일 | EP.5      | 밴드 콩알탄의 붐은 온다 잘생김 실존! 콩알탄 포스터 촬영 현장     |        |      |
| 11월 29일 | EP.6      | 보여줄게, 빛이 나는 솔로 무대 콩알탄의 솔로 무대 발표회          |        |      |
| 12월 13일 | EP.7      | 제1회 동계 MT 콩알탄이랑 놀러 갈 사람? 🙋🏻‍♀                        |        |      |
| 12월 20일 | EP.8      | 제1회 동계 MT 명창 호랑이 선생님이 오셨습니다 🎤                 | 권순일 |      |
| 12월 28일 | EP.9      | 콘서트 D-day 콩알탄! 꿈☆은 이루어진다                            |        |      |
| 2025년    |           |                                                                  |        |      |
| 1월 6일   | 특별 영상 | 띵동🔔콩알탄의 2025 새해 인사가 도착했습니다💌                   |        |      |
| 1월 10일  | EP.10     | 대장정 마무리 콩알탄 콘서트 후일담                               |        |      |
| 1월 17일  | EP.11     | 우리의 마지막 이야기 행복했던 날들이었다                         |        |      |

## 여담
- 시즌 1에는 금요일에 본편이, 토요일에 관찰카메라가 업로드 되었다.

- 2024년 12월 7일, 8일에 콩알탄 연말 미니콘서트를 개최했다.

- 2024년 12월 15일에 윈터송 '눈오리'의 음원을 발매했다.